# Kékfrankos
A kékfrankos a szőlőfélék (Vitaceae) családjába, a  bortermő szőlőkhöz (Vitis vinifera) tartozó szőlőfajta, melyből tipikusan savhangsúlyos, gyümölcsös, tanninban közepesen gazdag, fűszeres karakterű száraz vörösborokat készítenek. Hasonnevei: többek közt Blaufränkisch, Blauer Limberger vagy Lemberger, Limberger, Franconia, Frankovka, Frankovka modra, Moravka. Magyarország legelterjedtebb vörös borszőlőfajtája.
A német név (Lemberger) Lemberg hercegségre utal a mai Szlovéniában, ami valamikor az Osztrák–Magyar Monarchia része volt. A kékfrankosnak Kelet- és Közép-Európában egy felmérés szerint több mint negyven névváltozata van. Bulgáriában például a neve Gamé, és ennek alapján valamikor azt gondolták, hogy eredetileg a Gamay típus klónozása lehetett, de ma már igazi Vinifera változatnak tekintik.

## Leírása
Tőkéje gyors növésű. Fürtje közepes nagyságú, közepesen tömött, rövid nyelű. Bogyói közepesek, vastag héjúak, kissé hamvasak. Jól termő fajta, szeptemberben szüretelhető és a leszedésével nem kell sietni, mert nehezen rothad.
A kékfrankos általános Közép-Európában, beleértve Ausztriát és Németországot is. Magyarország számos borvidékén termesztik, többek közt Sopronban, Villányban, Hajóson, Szekszárdon és Egerben. Az öt borvidék kékfrankos borai eltérő jellegűek.
A kékfrankos az 1990-es években itthon még lenézett szőlőfajta volt, amit sokan szívesen lecseréltek volna divatosabb fajtákra, az utóbbi években azonban népszerűsége egyre emelkedett. Sőt, most már vannak borászok, akik arra hívják fel a figyelmet, hogy a kékfrankos termesztéséhez Magyarország adottságai egyedülállóak. A kékfrankost nem csak önállóan palackozzák, fő alkotója az egri és a szekszárdi bikavérnek is.
A Monarchiában a 19. században terjedt el, eredete vitatott. Tartja magát az a nézet is, hogy a Kaszpi-tenger vidékéről származik és még a honfoglaló magyarok hozták magukkal.
DNS vizsgálatok szerint a kékfrankos a hunszőlő (Gouais blanc) és a Blaue Zimmettraube keresztezésével jött létre Alsó-Stájerországban.

## Soproni hagyomány
Sopronban az a hagyomány, hogy nevét a Bonaparte Napóleon hódító seregében szolgáló katonák pénzéről kapta, a jobb borokat ugyanis a helyi gazdák csak az értékesebb kék színű régi francia papírpénzért mérték a katonáknak, a fehér színű háborús papírpénz nem kellett nekik. (A történet nem igaz: abban az időben még Sopronban és környékén is főleg fehérborokat készítettek és csak a filoxéravész után, a 19. század második felében tértek át a kékfrankosra).
Utódaik a kékfrankos fővárosának tartják Sopront, erre utal a 2005-ben útjára indított Kékfrankos Nyár rendezvénysorozat neve is. Sopronban mintegy 1140 hektáron termesztik és ezt a világ legnagyobb egybefüggő kékfrankos-ültetvényének tartják.
2010. május 7-étől soproni kékfrank néven pénzhelyettesítő papírutalványt indítottak a Sopron környéki cégek gazdaságélénkítési céllal.
A soproniak nem egyedül büszkék a kékfrankosukra. A sopronival egy borvidéket alkotó, de a trianoni békeszerződéssel leválasztott  Burgenland középső részén, Sopron és Kőszeg között elterülő Mittelburgenland nevű borvidékre használják Blaufränkischland marketing megnevezést.